# BioShock 2
BioShock 2 – gra komputerowa typu first-person shooter zaprojektowana przez studio 2K Marin na platformy Microsoft Windows, PlayStation 3 i Xbox 360. Gra jest sequelem gry BioShock z 2007 roku, została wydana trzy lata później – 9 lutego 2010 roku. Wersja na system OS X została wydana 29 marca 2012 przez Feral Interactive. We wrześniu 2016 roku gra pojawiła się na konsolach PlayStation 4 i Xbox One w ramach zestawu BioShock: The Collection.
Akcja gry jest umiejscowiona w fikcyjnym mieście Rapture w 1968 roku, osiem lat po wydarzeniach z pierwszej części gry. Główny bohater kierowany przez gracza to prototypowy Tatusiek (ang. Big Daddy) – istota, której organy są wszczepione w skafander do nurkowania. Ów stwór, o imieniu „Obiekt Delta” (ang. Subject Delta) nie pamięta wydarzeń z poprzedniej dekady, natomiast ma za zadanie odnaleźć swoją Siostrzyczkę (ang. Little Sister), z którą był powiązany. Obawiając się, że to spotkanie zrujnuje jej plany, Sofia Lamb, zarządczyni miasta i główna antagonistka w grze, wysyła przeciwko bohaterowi prześladowców, których nazywa „rodziną Rapture”, aby go powstrzymać.

## Rozgrywka

### Tryb dla jednego gracza
BioShock 2 jest strzelaniną zaprezentowaną z perspektywy pierwszej osoby, gdzie gracz przyjmuje rolę Obiektu Delta, prototypowego Tatuśka około 10 lat po wydarzeniach znanych z pierwszej części gry. Podobnie jak w BioShock, gracz bada Rapture i zwalcza zmutowanych mieszkańców miasta, używając w tym celu kombinacji broni, elementów środowiska, plazmidów i toników. Plazmidy i toniki to specjalne substancje poprawiające aktywne lub pasywne umiejętności. W grze znajdziemy plazmidy i toniki znane już z poprzedniej części gry, jak i całkiem nowe. Przykładowo, plazmidy mogą dać graczowi możliwość używania telekinezy czy miotania płomieni, natomiast toniki mogą zwiększyć szybkość gracza, zadawane obrażenia lub odporność na ataki przeciwników. Podstawową bronią gracza jest potężne wiertło oraz nitownica. Gracz może używać każdej broni w walce wręcz, atakując z bliska. W przeciwieństwie do pierwszej części gry, gracz jest w stanie używać jednocześnie broni i plazmidu, dzięki czemu można dużo efektywniej eliminować wrogów. Jeśli gracz zostanie zabity, są one ponownie w najbliższej Komorze Witalnej (ang. Vita-Chamber).
W trakcie eksploracji Rapture, gracz może zbierać amunicję, apteczki, Ewę (ang. Eve) (ciecz używaną do zasilania plazmidu) oraz pieniądze. Pieniądze mogą być wykorzystane do zakupu wyposażenia dostępnego w automatach rozlokowanych po całym mieście. Na drodze pojawią się również systemy bezpieczeństwa, które można wyłączyć wygrywając w mini-grze. Można również w trakcie gry uzyskać dostęp do obrazu z kamer wideo; gdy gracz rozpocznie nagrywanie przeciwnika otrzyma krótki czas, w którym może zabić przeciwnika w niestandardowy sposób, za co otrzymuje dodatkowe punkty, które są następnie wykorzystywane w badaniach nad danym przeciwnikiem. Niektóre obszary w grze znajdują się całkowicie pod wodą, ograniczając działania gracza.
Gracz może próbować pokonać innych Tatuśków eskortujących Siostrzyczki. Jeśli mu się to uda, może wybrać, czy chce wykorzystać Siostrzyczkę, uzyskując więcej ADAM-a do wykorzystania na zakup nowych plazmidów, toników lub miejsc na ich wszczepienie, czy ją adoptować, która w takim wypadki będzie prowadzić gracza do ciał, z których będzie pozyskiwać dla niego ADAM-a. W tym czasie musi być broniona przed atakami. Po zebraniu przez nią odpowiedniej ilości ADAM-a, gracz może ją odstawić w bezpieczne miejsce lub wykorzystać zabierając ADAM. Po adoptowaniu lub wykorzystaniu wszystkich Siostrzyczek na danym poziomie, gracz zostanie zaatakowany przez tzw. Starszą Siostrę (ang. Big Sister), która jest trudnym przeciwnikiem.

### Tryb dla wielu graczy
W trybie gry wieloosobowej opartym na fabule gracz wciela się w rolę obywatela Rapture. Tryb ten ma miejsce w 1959 roku, tuż przed wydarzeniami z BioShock. Gracz bierze udział w wojnie domowej; sponsorowany przez producenta plazmidów, Sinclair Solutions, ma za zadanie przetestować broń, plazmidy i toniki w programie nagradzania konsumentów. W trakcie postępów w grze gracz odblokowuje dostęp do nowych broni, toników i plazmidów zostanie odblokowany. W trakcie gry gracz poznaje historię wojny domowej w Rapture.
Gracz może wybierać spośród 6 postaci, są to: spawacz Jakub Norris, gospodyni domowa Barbara Johnson, gwiazda futbolu Danny Wilkins, biznesmen Buck Raleigh, pilot Naledi Atkins oraz indyjski mistyk Suresh Sheti. Dwie dodatkowe postacie były dostępne jako bonus dla osób, które zakupiły grę w przedsprzedaży lub poprzez zakup pakietu DLC: jest to rybak Zigo d'Acosta i aktorka Mlle Blanche de Glace. Jeszcze dwie dodatkowe postacie zostały udostępnione przez pobranie Sinclair Solutions Tester Pack: przestępca Louie McGraff i playboy Oscar Calraca.
Jest 7 trybów gry wieloosobowej, z czego dwa posiadają tryb zarówno dla jednego gracza, jak i do gry zespołowej:
- Survival of the Fittest – tryb, w którym każdy gracz otrzymuje punkty za zabijanie pozostałych graczy
- Civil War – tryb podobny do Survival of the Fittest, ale gracze dzielą się na dwie drużyny; drużyna z większą liczbą zabitych przeciwników wygrywa mecz
- Last Splicer Standing – odmiana trybu Civil War, w którym gracze nie odradzają się po śmierci; każdy mecz składa się z kilku rund, w których gracze próbują przetrwać jak najdłużej
- Capture the Sister – odmiana popularnego trybu gry sieciowej capture the flag; gracze są podzielone na dwa zespoły: jeden zespół ma za zadanie chronić Siostrzyczkę, druga drużyna próbuje ją porwać i przeprowadzić na drugi koniec mapy; jeden z graczy w drużynie broniącej Siostrzyczki będzie grał jako Tatusiek; po określonym czasie następuje zmiana drużyn; zespół mający na swoim koncie najwięcej porwań wygrywa
- ADAM Grab – w tym trybie na mapie znajduje się jedna Siostrzyczka, a gracz ma za zadanie utrzymać ją przy sobie jak najdłużej; osoba, która utrzyma Siostrzyczkę przez 3 minuty wygrywa
- Grab ADAM Team – odmiana ADAM Grab, gdzie gracze podzieleni są na zespoły; zespół, który utrzyma Siostrzyczkę przy sobie przez 3 minuty wygrywa
- Turf War – gracze są podzieleni na dwie drużyny mające za zadanie przejąć jak najwięcej punktów kontrolnych; wygrywa drużyna, która przejmie ich najwięcej

## Fabuła
Akcja BioShock 2 ma miejsce w Rapture w roku 1968, 8 lat po wydarzeniach z pierwszej części. Tenenbaum po niedługim czasie przebywania na powierzchni zauważyła, że ktoś uprowadza małe dziewczynki z całego świata. Powróciła więc do Rapture. W 1958, Obiekt Delta (czwarty stworzony tatusiek) nakłoniony przez Sofię Lamb przy użyciu toniku kontrolującego umysł, popełnia samobójstwo. Stało się tak, ponieważ siostrzyczka obiektu Delta-Eleonora to córka Sofii Lamb. Lamb przybyła do Rapture w celu pomocy psychicznie chorym mieszkańcom, którzy cierpieli z powodu braku światła słonecznego. Wykorzystała swoją perswazję, aby dołączyli do sekty "Rodzina Rapture" gdzie rozprzestrzeniała swoje kolektywistyczne ideały na całe miasto. Andrew Ryan dowiedział się o działalności Lamb, przez swojego kreta – Stanleya Poola i wtrącił ją do więzienia zostawiając jej córkę Eleonorę pod opiekę słynnej piosenkarki - Grace Holloway. Eleonora po pewnym czasie dowiedziała się o jego zdradzie jej matki. Pool spanikował, porwał Eleonorę i zostawił ją w Sierocińcu Siostrzyczek prowadząc ostatecznie do jej przemiany w Siostrzyczkę. Lamb powróciła do
miasta, odebrała swoją córkę od Obiektu Delta i przejęła kontrolę nad Rapture po śmierci Andrew Ryana. Lamb po dojściu do władzy zaczęła przekształcać Siostrzyczki na o wiele bardziej groźniejsze i silniejsze Starsze Siostry, które następnie wysyłała na wybrzeże oceanu Atlantyckiego, aby porywały małe dziewczynki.
W 1968, Eleonora jako nastolatek, objęła kontrolę nad wieloma Siostrzyczkami i użyła ich do ożywienia Obiektu Delta w Komorze Witalnej. Obiekt Delta często miewa wizję z przeszłości w związku z silnym połączeniem ze swoją Siostrzyczką Eleonorą. Niedługo po tym Obiekt Delta napotyka Brigid Tenenbaum, która wyjaśnia mu, że jeśli więź pomiędzy nim, a Eleonorą zostanie zerwana wtedy Delta zapadnie w śpiączkę. Z pomocą Siostrzyczek pod kontrolą Eleonory i sojusznikiem Tenenabum – Augustusem Sinclarem, Delta zmierza do twierdzy Lamb spotykając po drodze Stanleya Poola i Grace Holloway. Podczas swojej wędrówki, Delta dowiaduje się, że Lamb używa ADAMA, aby przekształcić Eleonorę w perfekcyjne wcielenie jej kolektywistycznych ideałów. Ostatecznym celem Lamb jest zebrać wszystkie myśli i wspomnienia wszystkich osób z Rapture, które następnie staną się częścią Eleonory poprzez wykorzystanie pamięci genetycznej ADAM. Dzięki temu Eleonora zostanie częścią "Rodziny".
Po przybyciu Delty do komory, w której przetrzymywana jest Eleonora, Lamb więzi go i przerywa jego nić poprzez chwilowe zatrzymanie akcji serca Eleonory. Eleonorze udaje się przeżyć, ale nić, która wiązała ją z Deltą jest teraz przerwana co powoduje powolną śmierć Delty. Eleonora używa Siostrzyczki, aby przynieść Delcie plazmid, który pozwoli mu kontrolować Siostrzyczkę i umożliwi skompletowanie kostiumu Starszej Siostry dla Eleonory. Eleonora zamienia się w Starszą Siostrę, ratuje Deltę i razem kierują się do ucieczki, którą przygotował Sinclar. Jednak obydwoje dowiadują się, że Lamb przemieniała Sinclara w Tatuśka co zmusza Deltę do zabicia go. Po końcowym pojedynku z resztkami "Rodziny Rapture", Eleonora i Delta uciekają do kapsuły ratunkowej gdzie na Deltę czeka pułapka, która poważnie go rani i niszczy cały kompleks więzienny. Eleonora teleportuje się do wnętrza wystrzelonej kapsuły, podczas gdy Delta wspina się po zewnętrznych ścianach, aż na jej szczyt.
Zakończenie zależy od tego jak gracz postępował z Siostrzyczkami i NPC'ami-Hollowayem, Poolem i Alexandrem. Jeżeli Delta uratował wszystkie Siostrzyczki, wtedy Eleonora zaabsorbuje jego osobowość i wspomnienia, a następnie razem z Siostrzyczkami zacznie zmieniać świat na lepszy. Jeżeli Delta wykorzystał wszystkie Siostrzyczki, wtedy Eleonora również zaabsorbuje osobowość Delty i skupi się na dominacji nad światem. Jeżeli Delta uratował część Siostrzyczek, a część wykorzystał, wtedy gracz dostaje wybór: Eleonora zaabsorbuje osobowość Delty i stanie się zła lub Delta może odmówić i umrzeć- w tym wypadku Eleonora będzie opłakiwać śmierć Tatuśka i następnie pójdzie swoją własną drogą. W każdym z tych zakończeń, Eleonora ocali lub pozwoli umrzeć Sofii Lamb zależnie od tego czy gracz zabił, któregoś z NPC.

## Muzyka
Muzykę do gry skomponował Garry Schyman, który nagrał do niej 60 utworów wraz z Hollywood Studio Symphony w Capitol Studios.

## Wydanie
Specjalna edycja gry BioShock 2 Special Edition została zapowiedziana 19 listopada 2009 roku. Wydanie, które ograniczono do jednego cyklu produkcyjnego, zawiera grę wraz z trzema plakatami fikcyjnych reklam Rapture (na których są ukryte wiadomości, które można odczytać korzystając z podczerwieni), utwory muzyczne z gry na płycie CD, utwory z poprzedniej części gry na płycie winylowej oraz 164-stronicową książkę w twardej okładce. Całość jest zapakowana do pudełka o wymiarach 13 na 13 cali ozdobionym specjalną grafiką.
Druga limitowana edycja o nazwie BioShock 2 Rapture Edition została oficjalnie zapowiedziana 2 grudnia 2009 roku. Zawiera ona grę i mniejszą, 96-stronicową książkę. Całość jest zapakowana w specjalnym pudełku. Podobnie jak w przypadku Special Edition, Rapture Edition jest ograniczona do jednej serii produkcyjnej. Edycja jest dostępna w Europie, Australii i Nowej Zelandii, oprócz BioShock 2 Special Edition.
13 września 2016 roku w Ameryce Północnej, 15 września 2016 roku w Australii i 16 września 2016 roku w Europie gra miała premierę na konsolach PlayStation 4 i Xbox One w ramach zestawu BioShock: The Collection. Odświeżona wersja gry na komputery osobiste zadebiutowała 16 września 2016 roku tylko w wersji cyfrowej. Produkcja ma poprawioną oprawą graficzną w stosunku do pierwowzoru – zawiera lepsze tekstury, a wersje na konsole obsługują rozdzielczość 1080p i działają w 60 kl./s; niestety została pozbawiona trybu rozgrywek wieloosobowych. Posiadacze pierwowzoru w wersji na Steam otrzymali odświeżoną wersję gry za darmo. 

## Sprzedaż
Przed premierą gry, prezes Take-Two Interactive, Strauss Zelnick stwierdził, że spodziewa się sprzedania 5 milionów egzemplarzy gry na wszystkie platformy.
W pierwszym tygodniu po premierze, BioShock 2 był najlepiej sprzedającą się grą na konsolę Xbox 360 w Wielkiej Brytanii i Ameryce Północnej. W Stanach Zjednoczonych grupa NPD zarejestrowała BioShock 2 jako grę, której sprzedano najwięcej egzemplarzy w lutym 2010 roku – 562 900 sprzedanych egzemplarzy na Xbox 360 i 190 500 egzemplarzy na PlayStation 3. W ciągu miesiąca od premiery gry, BioShock 2 pozostał numerem 1 w sprzedaży na konsolę Xbox 360 i numerem 12 na konsolę PlayStation 3. Nieznana jest liczba sprzedanych egzemplarzy gry na PC.